# Conquista ospitaliera di Rodi
La conquista ospitaliera di Rodi ebbe luogo tra il 1306 e il 1310. I Cavalieri Ospitalieri, guidati dal loro gran maestro Foulques de Villaret, sbarcarono sull'isola di Rodi nell'estate del 1306 e velocemente riuscirono a conquistarla in gran parte ad eccezione della città di Rodi, che rimase nelle mani dei bizantini. L'imperatore Andronico II Paleologo inviò dei rinforzi che consentirono alla città di respingere gli attacchi dei cavalieri ospitalieri, che comunque resistettero sino alla loro completa cattura dell'isola il 15 agosto 1310. Gli ospitalieri dunque trasferirono la base del loro ordine sull'isola che divenne il centro delle loro attività sino a quando non venne conquistata dall'Impero ottomano nel 1522.

## Fonti
La conquista di Rodi da parte dei Cavalieri Ospitalieri è narrata da un gran numero di fonti con diversi dettagli. La fonte più fedele può essere considerato lo storico bizantino dell'epoca, Giorgio Pachimere, la cui Storia però si estende sino al 1307, e le varie biografie di papa Clemente V (r. 1305–1314), che offrono dettagli interessanti sull'operazione. Queste fonti sono completate da una serie di ordinanze pontificie e corrispondenze tra la Santa Sede e la Corona d'Aragona, come pure la cronaca francese di Gérard de Monréal del XIV secolo (detta anche Cronaca del Templare di Tiro), oltre alle cronache italiane del XVI secolo di Francesco Amadi e Florio Bustron. Queste ultime si sono però maggiormente incentrate sulle tempestose relazioni tra gli Ospitalieri ed il regno di Cipro relativamente al possesso dell'isola e contengono molta tradizione popolare ed informazioni aneddotiche e leggendarie.

## Antefatto
Fondato a Gerusalemme nel 1070, l'Ordine dei Cavalieri Ospitalieri divenne uno dei più importanti ordini militari in seno alla chiesa cattolica, con una significativa presenza non solo negli stati crociati e nel Levante, ma anche con vaste proprietà nell'Europa occidentale. Dopo la caduta di Acri nel 1291, l'Ordine si era spostato con la propria base a Limassol, sull'isola di Cipro. La loro posizione a Cipro fu precaria; le limitate entrate rese l'ordine sempre più dipendente da donazioni dall'Europa occidentale e li fece entrare in conflitto con re Enrico II di Cipro, mentre la perdita di Acri e della Terra Santa riaprì il problema dell'utilità degli ordini monastici, proponendone la confisca dei possedimenti. Secondo Gérard de Monréal, poco dopo la sua elezione a gran maestro dell'ordine degli Ospitalieri nel 1305, Foulques de Villaret pianificò la conquista di Rodi, possedimento che gli avrebbe garantito sufficiente libertà di azioni che gli era negata ormai a Cipro ed avrebbe fornito all'ordine una nuova base militare per la guerra contro i turchi.
Rodi era un obbiettivo appetibile: isola fertile, strategicamente collocata lungo la costa sudoccidentale dell'Asia Minore, lungo le linee commerciali che portavano da Costantinopoli ad Alessandria d'Egitto e verso il Levante. L'isola era un possedimento dell'Impero bizantino il quale era sempre più in crisi ed incapace di proteggere i propri possedimenti insulari, come dimostrato dall'assedio di Chio nel 1304 ad opera del genovese Benedetto Zaccaria, che si assicurò il riconoscimento del suo possedimento dall'imperatore Andronico II Paleologo (r. 1282-1328), come pure la competizione instaurata tra genovesi e veneziani nell'area del Dodecaneso. Al contrario, Rodi era stata sino a quel momento infeudata ad ammiragli di origini genovesi. Il genovese Vignolo de' Vignoli aveva preteso negli anni il possesso delle isole di Coo e Lero a titolo di feudi. Già nel 1299, il pontefice aveva proposto a Federico III di Sicilia di conquistare l'isola, ed il suo fratellastro Sancho, cavaliere ospitaliere, aveva guidato una spedizione in acque greche nel 1305 per catturare alcune isole bizantine, ma senza successo. Nello stesso anno, lo studioso Raimondo Lullo identificò Rodi come la base più adatta per operazioni navali per ostacolare il commercio dei musulmani e ne invocò la cattura come parte dei piani di Carlo di Valois per una nuova crociata ad est. Nel contempo, i veneziani assediarono diverse isole nell'area, come ad esempio Scarpanto, interrompendo così la totale influenza genovese.
Le cronache cipriote indicano che Foulques de Villaret entrò in contatto con un genovese, chiamato Bonifacio Grimaldi (la notizia viene riportata da Gérard de Monréal), e con Vignolo de' Vignoli. Un documento risalente al 27 maggio 1306 sembrerebbe testimoniare questo incontro. Quest'ultimo avrebbe ceduto i propri diritti su Coo e Lero agli Ospitalieri, mantenendo per sé però Lardos ed un'altra isola a sua scelta di quelle dell'arcipelago di Rodi. In tutte le isole i cavalieri avrebbero goduto dei medesimi diritti avuti dal Vignolo, ovvero di "vicarius seu justiciarius", anche se tecnicamente i cavalieri non avrebbero potuto esercitare a pieno tali prerogative, dipendendo nelle loro decisioni dal gran maestro. Vignolo ed i cavalieri insieme avrebbero nominato dei collettori delle tasse sulle isole esterne a Rodi e ne avrebbero quindi diviso le rendite, coi due terzi all'Ordine ed un terzo a Vignolo.

## La conquista dell'isola

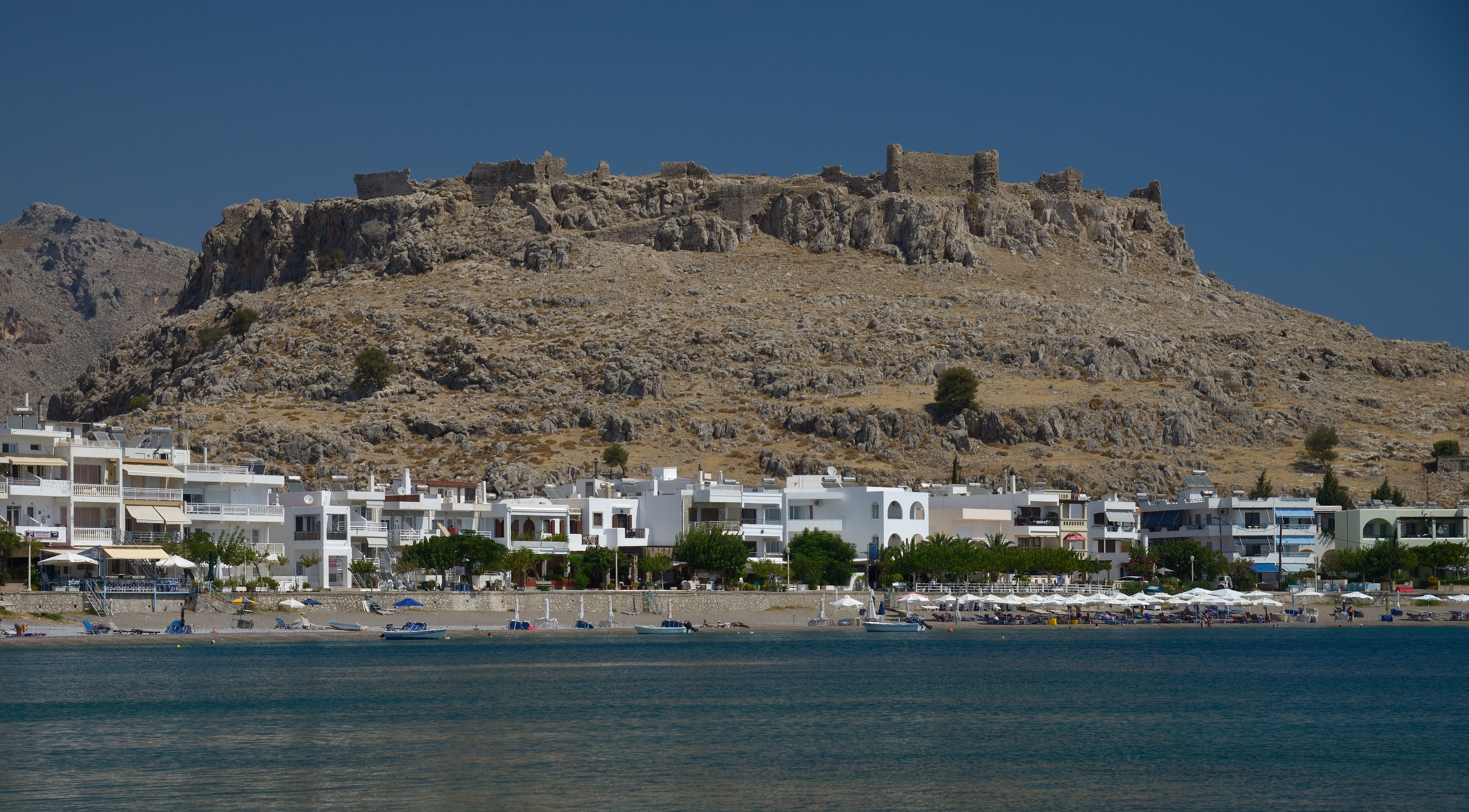
Il castello di Feraklos nel 2016

Il 23 giugno, Villaret e Vignolo salparono da Limassol con due galee da guerra e quattro altri vascelli, portando sul posto una forza di 35 cavalieri, sei cavalieri e 500 fanti. A loro si aggiunse una nave genovese. La spedizione dapprima si orientò su Kastellorizo da dove poi si proseguì alla volta di Rodi. I locali vennero allertati di queste mosse da un cavaliere greco dell'ordine e Vignolo riuscì appena a sfuggire nuovamente da Villaret. Nel frattempo, due cavalieri con cinquanta uomini avevano conquistato il castello di Coo, ma erano stati ricacciati da rinforzi bizantini. Gli alleati salparono quindi insieme per Rodi. Le cronache di Amadi e Bustron forniscono resoconti dettagliati di questi eventi: un primo assalto alla città di Rodi via terra e via mare fallì ma il 20 settembre gli ospitalieri riuscirono a catturare (probabilmente perché abbandonato) il Castello di Feraklos sulla costa orientale dell'isola. Cinque giorni dopo lanciarono un altro attacco senza successo alla città, che resistette sino a novembre di quello stesso anno. L'11 novembre venne catturata la cittadella di Filerimos (antica Ialiso) tramite il tradimento di un greco locale; la guarnigione di 300 turchi venne massacrata.
Questo successo incoraggiò i cavalieri a riprendere l'assedio della capitale, ma la popolazione locale la difese con successo, chiedendo anche rinforzi all'imperatore Andronico II. Un documento datato al 30 aprile 1307, conservato negli archivi reali d'Aragona, da ulteriori dettagli di quel momento storico: l'imperatore inviò otto galee in aiuto alla città e gli ospitalieri vennero costretti a levare l'assedio dopo aver ucciso 80 greci e persa una dozzina dei propri cavalieri oltre a circa 40 cavalli. Nel contempo, a marzo o ad aprile del 1307, secondo Pachimere, gli ospitalieri inviarono degli emissari presso l'imperatore bizantino, chiedendogli di concedere loro il dominio della città di Rodi così che potessero installarvi la loro base nella guerra contro i turchi. I cavalieri promisero di riconoscere la sovranità all'imperatore e di inviargli 300 dei loro migliori cavalieri qualora fosse stato necessario, ma Andronico II rigettò questa proposta ed iniziò invece ad inviare ulteriori rinforzi a Rodi per impedirne la cattura. Nella primavera del 1307, papa Clemente V invitò Villaret in visita alla corte papale presso Poitiers, ma questi venne ritardato sino ad agosto per la conquista di Rodi che stava conducendo personalmente. Il fatto che Villaret sia stato in grado di lasciare l'isola solo in estate significherebbe che l'assedio era ormai terminato e che quindi la capitale locale doveva già trovarsi nelle mani degli ospitalieri. Il 5 settembre 1307, il papa emise un atto nel quale confermava il possedimento dell'isola di Rodi da parte dei cavalieri ospitalieri. Ad ogni modo, un documento degli archivi aragonesi, datato all'ottobre del 1307, indica che mentre Lindo si trovava nelle mani degli ospitalieri, la città di Rodi era ben guardata da "venti vascelli dell'imperatore di Costantinopoli", e una lettera di re Giacomo II d'Aragona conferma che ancora nel marzo del 1309, gli ospitalieri non controllavano l'intera isola.
Villaret rimase ad ovest per due anni, ma nel settembre del 1309 cercava ormai il permesso di ritornare ad est per sovrintendere il completamento della conquista di Rodi. Lasciò Genova per Napoli a novembre, giungendo a Brindisi nel gennaio del 1310. Qui gli ospitalieri ebbero brevi scontri con i membri della Crociata dei Poveri che desideravano prendere parte ad una crociata non autorizzata in Terrasanta. La flotta di Villaret era composta da 26 galee, incluse navi genovesi, con circa 200-300 cavalieri e 3 000 fanti, ma il maltempo ritardò la loro partenza sino a primavera. La città di Rodi venne infine catturata il 15 agosto 1310, secondo sia le biografie di Clemente V che i rapporti di Cristoforo di Cipro, il quale nello specifico riportò che tale operazione fu possibile con 35 galee totali. Secondo tre cronache cipriote, ad ogni modo, la città non venne catturata con la forza ma con un colpo di fortuna: una nave genovese inviata dall'imperatore con dei rinforzi si incendiò presso Famagosta. Il capitano della nave venne catturato da un cavaliere cipriota, Pietro il Giovane, che lo portò a Rodi presso il gran maestro dell'ordine. Per sfuggire all'esecuzione, il capitano della nave convinse la guarnigione ad arrendersi a condizione che le loro vite e proprietà venissero risparmiate.

## Controversie sulla datazione
La cronologia della conquista è stata per lungo tempo accettata in due tempi, con un primo sbarco sull'isola nel 1306 e la cattura finale della città di Rodi nel 1310. Ad ogni modo, lo studioso francese Joseph Delaville Le Roulx, nel suo Cartulaire général de l'Ordre des Hospitaliers de Saint-Jean de Jérusalem (1100-1310), basandosi sul racconto di Pachimere (che si svolge nell'aprile del 1308) e sui rapporti di due anni di assedio nelle cronache cipriote, conclude che la data della cattura della città di Rodi debba ritenersi il 15 agosto 1308. La confusione sulle varie date ha dato adito a diverse interpretazioni degli eventi: se la data del 15 agosto (giorno dell'Assunzione della Vergine) sembra certa, la conquista è stata via via datata nel periodo compreso tra il 1306 e il 1310.

## Conseguenze
Dopo il completamento della conquista, gli Ospitalieri si trasferirono da Cipro a Rodi. Vennero compiuti degli sforzi per attrarre qui dei coloni latini, sia per rimpiazzare la popolazione locale che era scesa sotto le 10 000 unità, sia per provvedere uomini abili al servizio militare. L'ordine non perse tempo e diede inizio ad una serie di operazioni militari nell'area: rafforzò il bando papale sul commercio coi mamelucchi d'Egitto, al punto che i cavalieri non esitarono a catturare persino dei vascelli genovesi (che pure avevano aiutato loro nella conquista dell'isola). Ne seguì una breve alleanza della Repubblica di Genova con l'emirato di Menteşe, ma gli Ospitalieri riuscirono ad ottenere una brillante vittoria nella battaglia di Amorgos nel 1312. Le tensioni crebbero anche con Venezia dal momento che gli Ospitalieri assediarono Scarpanto ed altre isole controllate dalla Serenissima. Gli Ospitalieri infine raggiunsero un accordo con entrambe le potenze marittime italiane e le isole poterono tornare a Venezia nel 1316. Il "gran precettore" Alberto di Schwarzburg guidò la marina ospitaliera a nuove vittorie contro i turchi nel 1318, e nella Battaglia di Chio nel 1319, dopo la quale ricatturò l'isola di Lero, la cui popolazione greca si era ribellata ed aveva restaurato il governo bizantino. Nell'anno successivo, sconfisse una flotta turca di otto vascelli, impedendo così l'invasione di Rodi. Con questo successo, il controllo ospitaliero dell'isola venne assicurato per tutto il secolo successivo.